# Liste der Länderspiele der finnischen Männer-Feldhandballnationalmannschaft
Diese Liste enthält Feldhandballspiele der finnischen Feldhandballnationalmannschaft der Männer, die vom Suomen Käsipalloliitto (SKPL) als offizielle Länderspiele anerkannt sind.

## Legende
Dieser Abschnitt dient als Legende für die nachfolgenden Tabellen.
- A = Auswärtsspiel
- H = Heimspiel
- * = Spiel an neutralem Ort
- WM = Weltmeisterschaft
- rote Hintergrundfarbe = Niederlage der finnischen Mannschaft
- grüne Hintergrundfarbe = Sieg der finnischen Mannschaft

## Liste der Spiele
| Nr. | Datum               | Ergebnis     | Gegner                          |   | Austragungsort   | Anlass                       | Zuschauer | Bemerkungen |
| --- | ------------------- | ------------ | ------------------------------- | - | ---------------- | ---------------------------- | --------- | ----------- |
| 1   | 17. Mai 1948        | 00:26        | Schweden                        | A | Stockholm, Bosön | WM-Vorrunde                  |           |             |
| 2   | 29. Juni 1955 19:00 | 07:13 (2:07) | Schweiz                         | * | Lörrach          | WM-Vorrunde                  | 05'000    |             |
| 3   | 30. Juni 1955 19:00 | 11:10        | Spanien                         | * | Offenburg        | WM-Vorrunde                  |           |             |
| 4   | 2. Aug. 1957        | 02:19        | Sowjetunion                     | A | Moskau           | Internationalen Sportspielen |           |             |
| 5   | 4. Aug. 1957        | 05:19 (2:10) | Deutsche Demokratische Republik | * | Moskau           | Internationalen Sportspielen |           |             |
| 6   | 6. Aug. 1957        | 04:17 (2:08) | Rumänien                        | * | Moskau           | Internationalen Sportspielen |           |             |
| 7   | 8. Aug. 1957        | 10:25        | Tschechoslowakei                | * | Moskau           | Internationalen Sportspielen |           |             |

Quelle:

## Liste der Kleinfeld Spiele
| Nr. | Datum               | Ergebnis   | Gegner   |   | Austragungsort        | Zuschauer | Schiedsrichter                | Bemerkungen       |
| --- | ------------------- | ---------- | -------- | - | --------------------- | --------- | ----------------------------- | ----------------- |
| 1   | 17. Juni 1947 19:00 | 11:8 (6:5) | Norwegen | A | Oslo, Bislett-Stadion | 4.000     | K. G. Smith oder Smitt, Gävle | [ 2 ] [ 3 ] [ 4 ] |

Quelle: